# Triathlon na Igrzyskach Wspólnoty Narodów 2018
Triathlon na Igrzyskach Wspólnoty Narodów 2018 – jedna z dyscyplin podczas Igrzysk Wspólnoty Narodów 2018 w Gold Coast. Zostanie rozegranych pięć konkurencji, z czego dwie będą dla osób niepełnosprawnych. Weźmie udział 77 zawodników w 24 państw.

## Medaliści
| Konkurencja            | Złoto                                                                                | Srebro                                                                             | Brąz                                                                             |
| Zawody mężczyzn        | Henri Schoeman                                                                       | Jacob Birtwhistle                                                                  | Marc Austin                                                                      |
| Zawody kobiet          | Flora Duffy                                                                          | Jessica Learmonth                                                                  | Joanna Brown                                                                     |
| Sztafety mieszane      | Australia · Gillian Backhouse · Matthew Hauser · Ashleigh Gentle · Jacob Birtwhistle | Anglia · Vicky Holland · Jonathan Brownlee · Jessica Learmonth · Alistair Brownlee | Nowa Zelandia · Nicole van der Kaay · Ryan Sissons · Andrea Hewitt · Tayler Reid |
| Paratriathlon mężczyzn | Joseph Townsend                                                                      | Nic Beveridge                                                                      | Bill Chaffey                                                                     |
| Paratriathlon kobiet   | Jade Jones                                                                           | Emily Tapp                                                                         | Lauren Parker                                                                    |